# 나가세촌 (오사카부)
나가세촌(일본어: 長瀬村)은 일본 오사카부 시부카와군·나카카와치군에 설치되었던 촌이다. 현재의 히가시오사카시에 해당한다.